# Tour de France 2001

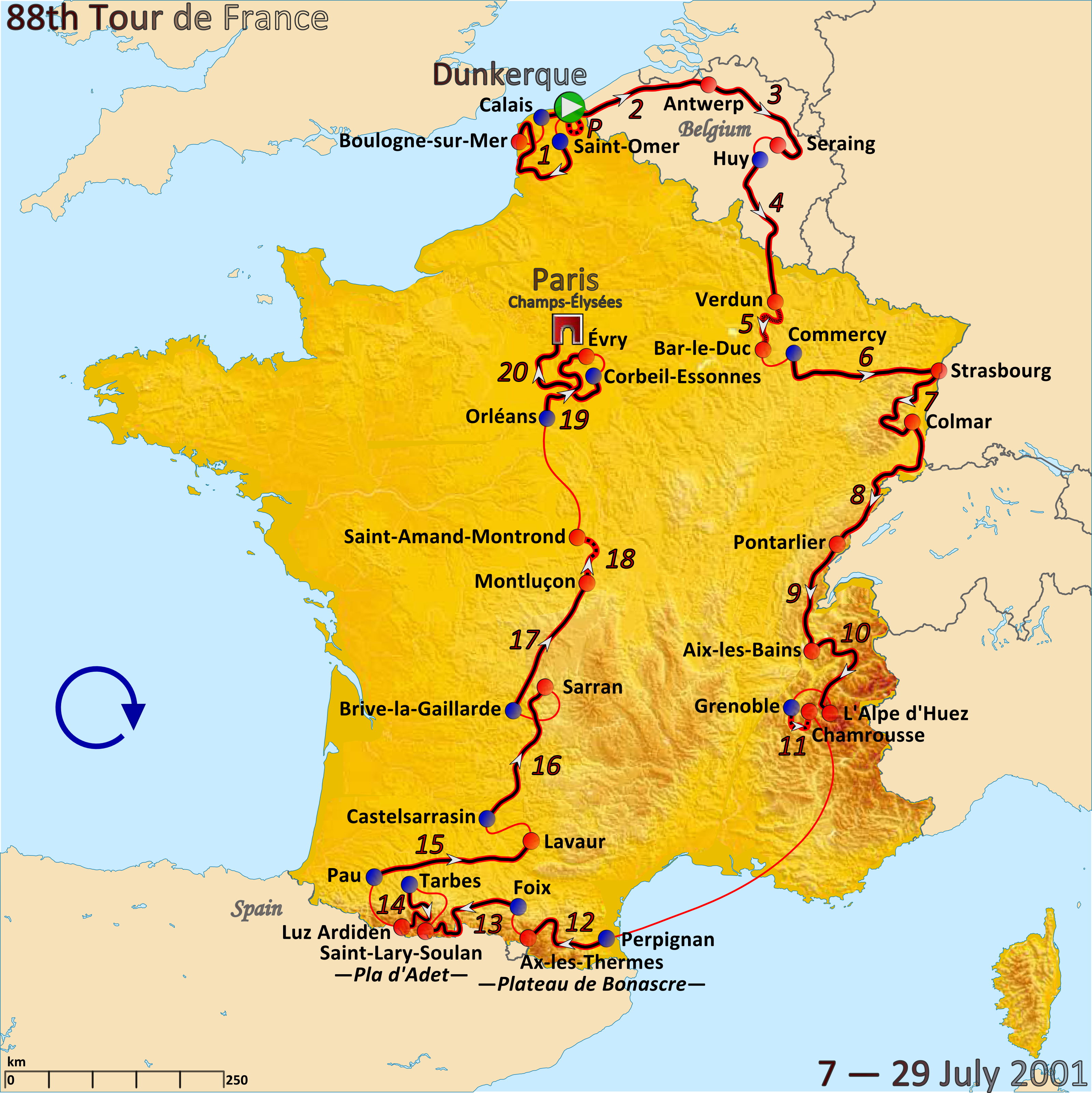
Överblick på etapperna under 2001 års Tour de France.

Tour de France 2001 cyklades 7–29 juli 2001 och vanns av Lance Armstrong, USA. Vinsten blev hans tredje av totalt sju stycken. Tysken Jan Ullrich och spanjoren Joseba Beloki sluta tvåa respektive trea i tävlingen.
2012 diskvalificerades Lance Armstrong från tävlingen på grund av dopning. Ingen ny vinnare utses för denna tävling.
| Etapp  | Sträckning                       | Längd (km) | Etappsegrare      | Ledartröjan       | Poängtröjan       | Bergspriströjan  | Ungdomströjan |
| ------ | -------------------------------- | ---------- | ----------------- | ----------------- | ----------------- | ---------------- | ------------- |
| prolog | Dunkerque                        | 8          | Christophe Moreau | Christophe Moreau | Christophe Moreau | Ingen            | Florent Brard |
| 1      | Saint Omer - Boulogne sur Mer    | 194,5      | Erik Zabel        | Christophe Moreau | Erik Zabel        | Jacky Durand     | Florent Brard |
| 2      | Calais - Antwerpen               | 218,5      | Marc Wauters      | Marc Wauters      | Jaan Kirsipuu     | Jacky Durand     | Robert Hunter |
| 3      | Antwerpen - Seraing              | 198,5      | Erik Zabel        | Stuart O'Grady    | Erik Zabel        | Benoît Salmon    | Florent Brard |
| 4      | Huy - Verdun                     | 215        | Laurent Jalabert  | Stuart O'Grady    | Erik Zabel        | Patrice Halgand  | Florent Brard |
| 5      | Verdun - Bar le Duc              | 67         | Crédit Agricole   | Stuart O'Grady    | Erik Zabel        | Patrice Halgand  | Jörg Jaksche  |
| 6      | Commercy - Strasbourg            | 211,5      | Jaan Kirsipuu     | Stuart O'Grady    | Erik Zabel        | Patrice Halgand  | Jörg Jaksche  |
| 7      | Strasbourg - Colmar              | 162,5      | Laurent Jalabert  | Jens Voigt        | Erik Zabel        | Patrice Halgand  | Jörg Jaksche  |
| 8      | Colmar - Pontarlier              | 222,5      | Erik Dekker       | Stuart O'Grady    | Stuart O'Grady    | Patrice Halgand  | Jörg Jaksche  |
| 9      | Pontarlier - Aix les Bains       | 185        | Sergej Ivanov     | Stuart O'Grady    | Stuart O'Grady    | Patrice Halgand  | Jörg Jaksche  |
| 10     | Aix les Bains - L'Alpe d'Huez    | 209        | Lance Armstrong   | François Simon    | Stuart O'Grady    | Laurent Roux     | Oscar Sevilla |
| 11     | Grenoble - Chamrousse            | 32         | Lance Armstrong   | François Simon    | Stuart O'Grady    | Laurent Roux     | Oscar Sevilla |
| 12     | Perpignan - Ax les Thermes       | 166,5      | Felix Cardenas    | François Simon    | Stuart O'Grady    | Laurent Roux     | Oscar Sevilla |
| 13     | Foix - Saint Lary Soulan         | 194        | Lance Armstrong   | Lance Armstrong   | Stuart O'Grady    | Laurent Jalabert | Oscar Sevilla |
| 14     | Tarbes - Luz Ardiden             | 144,5      | Roberto Laiseka   | Lance Armstrong   | Stuart O'Grady    | Laurent Jalabert | Oscar Sevilla |
| 15     | Pau - Lavaur                     | 232,5      | Rik Verbrugghe    | Lance Armstrong   | Stuart O'Grady    | Laurent Jalabert | Oscar Sevilla |
| 16     | Castelsarrasin - Sarran          | 227,5      | Jens Voigt        | Lance Armstrong   | Stuart O'Grady    | Laurent Jalabert | Oscar Sevilla |
| 17     | Brive - Montluçon                | 194        | Serge Baguet      | Lance Armstrong   | Stuart O'Grady    | Laurent Jalabert | Oscar Sevilla |
| 18     | Montluçon - Saint Amand Montrond | 61         | Lance Armstrong   | Lance Armstrong   | Stuart O'Grady    | Laurent Jalabert | Oscar Sevilla |
| 19     | Orléans - Évry                   | 149,5      | Erik Zabel        | Lance Armstrong   | Stuart O'Grady    | Laurent Jalabert | Oscar Sevilla |
| 20     | Corbeil Essones - Paris          | 160,5      | Jan Svorada       | Lance Armstrong   | Erik Zabel        | Laurent Jalabert | Oscar Sevilla |

## Slutställning
| Plats | Person                    | Land          | Lag              | Tid      |
| dsk   | Lance Armstrong           | USA           | U.S. Postal      | 86.17.28 |
| 2     | Jan Ullrich               | Tyskland      | Deutsche Telekom | 6.44     |
| 3     | Joseba Beloki             | Spanien       | ONCE             | 9.05     |
| 4     | Andrej Kivilev            | Kazakstan     | Cofidis          | 9.53     |
| 5     | Igor González de Galdeano | Spanien       | ONCE             | 13.28    |
| 6     | François Simon            | Frankrike     | Bonjour          | 17.22    |
| 7     | Oscar Sevilla             | Spanien       | Kelme            | 18.30    |
| 8     | Santiago Botero           | Colombia      | Kelme            | 20.55    |
| 9     | Marcos Serrano            | Spanien       | ONCE             | 21.45    |
| 10    | Michael Boogerd           | Nederländerna | Rabobank         | 22.38    |